# 阿尔德罗万迪宫
阿尔德罗万迪宫（Palazzo Aldovrandi）是博洛尼亚的一座历史建筑（参议员宫殿），位于市中心的加列拉街（Via Galliera）8号, 洛可可风格。

## 历史
我们今天看到的宫殿开工于1725年，取代了旧建筑。房主是庞佩奥·阿尔德罗万迪枢机，设计者是佛朗哥·玛丽亚·安吉里尼。1731年安吉里尼去世后，由阿方索·托雷吉尼亚尼继续，直到1741年完成,包括用伊斯特里安大理石装饰的洛可可立面。
他设计了宫殿华丽奇特的洛可可窗户，和起伏的拱门。宫殿缺少在过去博洛尼亚宫殿中常见的典型门廊。
托法尼宫（Palazzo Torfanini）位于加列拉街（Via Galliera）4号，底层有文艺复兴风格的拱廊，但是贵族楼层 refurbished with windows由同一建筑师托雷吉亚尼翻新了窗户。沿街下行到加列拉街10号，就是圣母堂（Santa Maria Maggiore）。
枢机主教的大量艺术收藏品主要进入伦敦国家美术馆。图书馆在19世纪中叶解散。在19世纪，阿尔德罗万迪家族在宫殿的一部分开设了陶瓷工厂。内部有斯特凡诺·奥兰迪和维托里奥·玛丽亚·比加里的壁画。宏伟的入口楼梯特别引人注目。宫殿在19世纪交给蒙大拿里家族。
44°29′50.8″N 11°20′30.5″E / 44.497444°N 11.341806°E